# Los poseídos
Los poseídos (en francés Les possédés) es una película francesa dirigida por Andrzej Wajda y protagonizada por Isabelle Huppert. Participó en la trigésimo octava edición del Festival Internacional de Cine de Berlín y está basada en la novela de Fiódor Dostoyevski titulada Los demonios.

## Sinopsis
En 1870 en una ciudad rusa, un grupo de jóvenes revolucionarios anarquistas se proponen derribar el régimen zarista por medio de la violencia. Sus atentados crean un clima de psicosis y de desconfianza mutua entre la población pese a que en realidad tanto revolucionarios como opresores están siendo manipulados por un diabólico individuo que se sirve de la violencia para satisfacer sus venganzas personales. 

## Reparto
- Isabelle Huppert - Maria Sjatov
- Jutta Lampe - Maria Lebjadkin
- Philippine Leroy-Beaulieu - Lisa
- Bernard Blier - Le gouverneur
- Jean-Philippe Écoffey - Peter Verchovenskij
- Laurent Malet - Kirillov
- Jerzy Radziwilowicz - Sjatov
- Omar Sharif - Stepan
- Lambert Wilson